# The Hollywood Reporter
The Hollywood Reporter (транскр.  Холивуд репортер) је амерички часопис који прати дешавања у америчкој филмској индустрији. Лист излази једном седмично у тиражу од 72.000 примерака. The Hollywood Reporter је током протеклих деценија био један од два главна америчка часописа која су се бавила филмском индустријом, други је Variety.
Лист је основао Вилијам Вилкерсон, а први број изашао је 3. септембра 1930.
Часопис је данас у власништву компанија Penske Media Corporation и Eldridge Industries, а седиште му је у Лос Анђелесу.

## Историја

##### Холивудска црна листа
Од касних 1930-их година, Вилкерсон је преко Холивуд репортера пласирао став да је филмска индустрија комунистичко упориште. Посебно се супротстављао Удружењу сценариста који је назвао црвена предводница. Године 1946. Удружење сценариста разматрало је стварање колективног националног тела преко којег би писци задржали ауторска права, уместо да сва права пређу на филмске студије. Вилкерсон је 29. јула 1946. године посветио своју колумну том питању, под насловом Глас за Џоа Стаљина. Пре објављивања отишао је да се исповеди, свестан штете коју ће текст проузроковати, али га је свештеник по свему судећи охрабрио да то ипак уради.
У колумни је навео водећа имена филмске индустрије, људе попут Далтона Трaмба и Хауарда Коука. Тако је настала Холивудска црна листа, позната и као Билијева листа. Осам од једанаест људи које је Вилијам Вилкерсон именовао нашли су се међу Холивудских десет, на првој званичној црној листи насталој након саслушања пред Комитетом Представничког дома за антиамеричке активности 1947. године. Када је Вилкерсон преминуо, у читуљи објављеној у Холивуд репортеру писало је да је навео имена, псеудониме и бројеве чланских карти, и да је у великој мери заслужан за спречавање комуниста да преузму холивудску продукцију.
Репортер Холивуд репортера Дејвид Роб написао је 1997. чланак о улози часописа у овим догађајим, али је уредник Роберт Џ. Доулинг одбио да га објави. Поводом шездесет пете годишњице црне листе 2012. године, часопис је објавио подужи истраживачки чланак о Вилкерсоновој улози. У истом броју објављено је и извињење Вилкерсоновог сина, В. Р. Вилкерсона Трећег, који је написао је да је његов отац био мотивисан осветом због осујећене амбиције да поседује филмски студио.